# اداره گارد ملی
اداره گارد ملی (انگلیسی: National Guard Bureau) آژانس فدرال مسئول اداره گارد ملی ایالات متحده آمریکا است که توسط کنگره ایالات متحده به‌عنوان یک دفتر مشترک بین وزارت نیروی زمینی و وزارت نیروی هوایی تأسیس شد. این نهاد بر اساس قانون شبه‌نظامیان ۱۹۰۳ ایجاد شد. قانون مجوز دفاع ملی برای سال مالی ۲۰۰۸، گارد ملی را به یک واحد مشترک با وزارت دفاع ارتقا داد. قانون مجوز دفاع ملی ۲۰۰۷ نیز رئیس دفتر گارد ملی را از یک سپهبد به یک ارتشبد (ژنرال چهار ستاره) ارتقا داد.